# قانون بيو وسافارت
قانون بيو وسافارت هو المكافئ المغناطيسي لقانون كولوم حيث أنه قانون يربط بين المجال المغناطيسي وبين التيار الكهربائي الذي ولده باستخدام الضرب الإتجاهي, في صياغة أخرى للصورة التي يربط بها قانون أمبير بين المجال المغناطيسي والتيار الكهربائي الذي أوجده.

## الصيغة الرياضية
يعبر عن قانون بايوت-سافارت بالشكل التالي :
{\displaystyle d\mathbf {B} ={\frac {\mu 0}{4\pi }}{\frac {Id\mathbf {l} \times \mathbf {\hat {r}} }{r^{2}}}}
أو بصيغة أخرى :
{\displaystyle d\mathbf {H} ={\frac {Id\mathbf {l} \times \mathbf {\hat {r}} }{{r^{2}}{4\pi }}}}
حيث أن :
{\displaystyle \scriptstyle {I}} هو التيار المار في الجزء الصغير
{\displaystyle \scriptstyle {d\mathbf {l} }} هو متجه مقداره هو طول الجزء متناهي الصغر واتجاهه هو نفسه اتجاه التيار
{\displaystyle \scriptstyle {d\mathbf {B} }} الفيض المغناطيسي متناهي الصغر الناشئ عن التيار
{\displaystyle \scriptstyle {\mu _{0}}} هي نفاذية الفراغ
{\displaystyle \scriptstyle {\hat {\mathbf {r} }}} هو متجه الوحدة الذي يحدد الاتجاه للمتجه {\displaystyle \scriptstyle {r}} من نقطة التيار نحو نقطة المجال
{\displaystyle \scriptstyle {r}} المسافة بين نقطة التيار والنقطة المراد حساب قيمة المجال المغناطيسي عندها